# L'Aventure Peugeot Citroën DS
L'Aventure Peugeot Citroën DS est une association loi de 1901 dont la mission est de préserver et valoriser le patrimoine des marques Peugeot, Citroën et DS Automobiles. Elle est composée de cinq univers : L’Aventure Peugeot, L'Aventure Citroën, L'Aventure DS Automobiles, L'Aventure Automobile à Poissy (CAAPY), et les Archives de Terre Blanche, chargées de préserver un héritage unique et d’aider les amateurs à mieux vivre leur passion, et de deux sites patrimoniaux ouverts au public : le Musée de L'Aventure Peugeot et le Conservatoire Citroën & DS,,.

## Activités

### Musée de l’aventure Peugeot
En 1982, Pierre Peugeot, directeur général de la marque au lion, décide de fonder une association regroupant ses éléments de patrimoine sous le nom de « l’Aventure Peugeot ». Basée à Sochaux, à proximité de son site industriel, l’association devient un musée et se donne pour objectif de rassembler des pièces et des voitures qui ont fait l’histoire de la marque. Les propriétaires de véhicules anciens et d’objets manufacturés ainsi que les membres de clubs automobile peuvent s'imbriquer autour du projet de l’Aventure Peugeot.
Le musée de l’Aventure Peugeot se dote, deux ans plus tard, d’un important atelier de restauration automobile spécialisé dans les véhicules de collection. Ce dernier est créé sur l’ancien site de la brasserie de Sochaux et permet  d’aider ses adhérents à restaurer ou maintenir en état les objets des marques (véhicules, moulins).
Avec ses 6 000 m2 de surface, le musée de l’Aventure Peugeot compte aujourd’hui près de 450 véhicules et plus de 3 000 objets estampillés de la marque[source insuffisante].

### Conservatoire Citroën
Le conservatoire Citroën est un musée inauguré en 2001 et basé à Aulnay-sous-Bois, en région parisienne, proche de l'ancienne usine PSA. Citroën a fait l’objet d’un fort engouement très tôt dans son histoire, et fédère autour de sa marque de nombreux clubs à travers le monde. Les plus connus étant l'Amicale des clubs Citroën et DS France et l'Amicale Citroën Internationale (ACI).

### DS Héritage
DS Héritage est née en 2015 lors de la création de l’Aventure Peugeot Citroën DS. DS Héritage réunit les collectionneurs, clubs et amicales voués aux ID, DS et SM, avec une rupture esthétique et des singularités techniques. Ces modèles sont exposés au Conservatoire Citroën.

### Terre Blanche
Le Centre d'Archives de Terre Blanche est un fonds documentaire retraçant les activités des marques du groupe PSA depuis sa création.

### CAAPY
La Collection de l'Aventure Automobile à Poissy, créée en 1984 par des passionnés d'automobile a pour fonction de maintenir la mémoire de l’usine automobile de Poissy qui a démarré en 1938. La CAAPY sauvegarde et met en valeur une collection de véhicules qui sont issus de l’usine de Poissy ainsi que les moyens utilisés pour les fabriquer (archives et outillage).

## Services

### Pièces de rechange
L’Aventure Peugeot Citroën DS s’est engagée dans un programme de mise à disposition de pièces détachées provenant des stocks des marques, et de fabrication de celles qui sont épuisées.